# Hexamethyldisilan
Hexamethyldisilan ist eine chemische Verbindung aus der Gruppe der Silane.

## Gewinnung und Darstellung
Hexamethyldisilan kann durch Reaktion von Chlortrimethylsilan mit Natrium in Essigsäureethylester bei 200–230 °C gewonnen werden.
{\displaystyle \mathrm {2\ (CH_{3})_{3}SiCl+2\ Na\longrightarrow (CH_{3})_{6}Si_{2}+2\ NaCl} }

## Eigenschaften
Hexamethyldisilan ist eine farblose Flüssigkeit.

## Verwendung
Hexamethyldisilan wird als Silylierungsreagens für Allylacetate, Arylhalogenide und Diketone verwendet. Es dient als Ausgangsmaterial für die Dampfabscheidung während Siliziumkarbid-Wachstums. Es ist auch Vorläufer von Trimethylsilyllithium, Trimethylsilylnatrium und Trimethylsilylkalium durch Spaltung mit Lithiumalkylen oder Alkoholaten.